# Lidia Axionova
Lidia Axionova (Engels (Russia), 19 luglio 1923 – Chișinău, 18 settembre 2019) è stata una direttrice d'orchestra e pedagoga moldava.
Lidia Axionova (in russo: Лидия Валериановна Аксёнова; in romeno: Lidia Axionov; in inglese: Lydia Axionova) è stata anche una teorica della direzione e scrittrice musicale sovietica e moldava. Prima donna a dirigere un'orchestra sinfonica in Moldavia e prima professoressa di direzione corale nel paese, è stata insignita del titolo di Artista emerita della Moldavia.

## Infanzia e studi
Nata in una famiglia di intellettuali, figlia dell'avvocato Valerian Michajlovič Axionov e dell'insegnante di lingua e letteratura russa Klavdija Ivanovna Axionova (nata Živaeva), Lidia eccelleva a scuola, dedicandosi al balletto, alla pittura, allo sport e studiando pianoforte. Cantava spesso durante le serate familiari. Si diplomò al liceo con lode e una medaglia per i suoi eccezionali risultati scolastici, desiderando iscriversi al conservatorio, ma l'inizio della Grande guerra patriottica la costrinse a rimanere a scuola per insegnare tedesco, per ordine del Commissariato del popolo per l'istruzione.
Dopo un anno, ottenne il permesso di iscriversi all'Istituto medico di Saratov, dove studiava e lavorava come infermiera in un ospedale militare, esibendosi spesso in concerti per i soldati feriti. Durante uno di questi concerti, la rinomata cantante russa e professoressa del Conservatorio di Saratov, Alevtina Michajlovna Paschalova, la invitò a studiare al conservatorio.
Al conservatorio conobbe Max Fishman, pianista e partecipante della resistenza polacca contro il fascismo, che aveva subito gravi sofferenze in un campo di lavoro correttivo (Gulag) come cittadino di un paese ostile all'URSS. Si sposarono nel 1945. La coppia fu inviata a Minsk per studiare presso l'Accademia statale di musica della Bielorussia. Dopo la nascita del primo figlio nel 1946, Lidia perse la voce e, su consiglio di Paschalova, si trasferì al dipartimento di direzione sinfonica, studiando con il professore Samuil L'vovič Ratner. Quando il dipartimento sinfonico fu chiuso, passò al dipartimento di direzione corale, sotto la guida del professore Nikolaj Fëdorovič Maslov.
La dottoressa in musicologia Larisa Balaban, in un articolo intitolato «Caratteristiche dello studio delle opere dei compositori della Repubblica di Moldavia nella classe della professoressa L. V. Axionova», scrive:
Dopo aver completato con successo gli studi, le fu offerto un incarico come docente al dipartimento di direzione corale e il direttore del Coro accademico statale della Bielorussia, Grigorij Romanovič Širma, la invitò a diventare maestra del coro. Tuttavia, a Minsk, Max Fishman non riuscì a trovare lavoro nella sua professione a causa della campagna sovietica contro il cosmopolitismo, che alimentò l'antisemitismo sovietico. La coppia si trasferì quindi a insegnare al collegio musicale di Homel', e dopo sei mesi, su raccomandazione di Širma, ricevette un nuovo incarico dal Ministero dell'Istruzione dell'URSS per la Repubblica Socialista Sovietica Moldava, a Chișinău, presso il Conservatorio statale moldavo, dove mancavano docenti qualificati.

## Attività pedagogica, esecutiva e scientifica
Lidia Axionova ha svolto un ruolo cruciale nello sviluppo dell'arte corale moldava. Dal 1952 al 2015 ha insegnato al Conservatorio di Chișinău (oggi Accademia di musica, teatro e belle arti di Chișinău), dirigendo il dipartimento di direzione corale, il coro del conservatorio e preparando spettacoli operistici.
Ha formato oltre 300 direttori di successo, tra cui: l'Artista del popolo dell'URSS Sofija Rotaru; l'Artista del popolo della Moldavia e professore Teodor Zgureanu; l'Artista del popolo della RSFSR e professore Eduard Markin; il reggente e professore Ivan Mel'nik; l'Artista emerito dell'Ucraina Michail Magal'nik; l'Artista emerito della Moldavia Vasile Kondrja; il maestro di coro, reggente e professore Nicolae Čolak; l'Artista emerita della Moldavia Valentina Golesku; l'Artista del popolo della Moldavia Ilona Stepan; l'Artista del popolo della Moldavia Svetlana Popova; l'Artista del popolo della Moldavia Tat'jana Tverdohleb; l'Artista emerita della cultura della Moldavia Ekaterina Jankovskaja; la reggente e professoressa Irina Čolak; la dottoressa in musicologia e professoressa Larisa Balaban; il maestro di coro e professore Nikolaj Kazandži; la dottoressa in musicologia e professoressa Luminița Guțanu Stojan; il maestro di coro e professoressa Svetlana Siloč; il maestro di coro e professore Aleksej Vinogradskij; il reggente e professore Vjačeslav Obrukčkov. Tra i suoi allievi che hanno seguito i suoi corsi di letteratura corale e lettura di partiture corali vi è l'Artista del popolo dell'URSS e professoressa Veronika Garštja.
Dal 1964 al 1979 ha diretto il coro della scuola musicale «Evgenij Koka» a Chișinău (oggi Liceo musicale repubblicano Ciprian Porumbescu). Sotto la sua guida, il coro ha ricevuto il titolo di «Coro esemplare dell'URSS» ed è diventato un centro metodologico per l'educazione corale. Vi si tenevano lezioni aperte, prove dimostrative e conferenze di Lidia Valerianovna, frequentate da pedagoghi di tutta l'Unione Sovietica. Oltre mille giovani appassionati di canto corale sono stati formati dalla professoressa, molti dei quali sono diventati figure di spicco dell'arte moldava.
In oltre 60 anni di attività in Moldavia, Lidia Axionova ha diretto l'orchestra sinfonica del Teatro drammatico russo statale A. Čechov di Chișinău (prima donna a dirigere un'orchestra sinfonica in Moldavia), ha presieduto per 12 anni la Società corale presso l'Unione dei musicisti moldavi (sezione cori infantili) e la Commissione metodologica presso il Ministero della Cultura. In questo periodo ha organizzato più volte il Festival della canzone infantile, riuscendo, nella terza edizione, a riunire un coro di oltre 30.000 cantanti da tutta la repubblica e dirigendo coro e orchestra filarmonica in Piazza centrale di Chișinău (oggi Piazza del Grande Raduno Nazionale).
Lidia Valerianovna Axionova è morta il 18 settembre 2019 a Chișinău ed è stata sepolta nel cimitero di «San Lazzaro» accanto al marito (Zona № 71). Le rinomate musicologhe e giornaliste moldave Olga Bejenaru e Veronika Každan, in un articolo intitolato «La prima professoressa di direzione corale della Moldavia. In occasione del 100º anniversario della nascita di L. V. Axionova», scrivono:

### Libri e articoli
Tra le sue oltre 52 opere didattiche:
- Coro accademico statale della Bielorussia sotto la direzione di Grigorij Romanovič Širma – [monografia] / Minsk: Conservatorio statale bielorusso, 1951.
- Prove con un ensemble corale – [raccolta metodologica] / Chișinău: Cartea Moldovenească, 1966.
- «Canzoni della Bielorussia», giornale Sovetskaja Moldavia, Chișinău, 1970.
- Musica corale moldava (con Efim Bogdanovskij) – Chișinău: Cartea Moldoveneasca, 1972.
- Classe corale nella scuola musicale speciale – Mosca, 1973.
- Corso di lezioni sulla letteratura corale straniera / Istituto statale delle arti G. Muzicescu, dipartimento di direzione corale – Chișinău, 1976 (conservato nella biblioteca AMTAP).
- Letteratura corale sovietica: manuale metodologico per studenti per corrispondenza. Parte 1 / Istituto statale delle arti G. Muzicescu, dipartimento di direzione corale – Chișinău, 1977, 125 pp. (conservato nella biblioteca AMTAP).
- Letteratura corale sovietica: manuale metodologico per studenti per corrispondenza. Parte 2 / Istituto statale delle arti G. Muzicescu, dipartimento di direzione corale – Chișinău, 1978, 125 pp. (conservato nella biblioteca AMTAP).
- Ruolo dell’Istituto delle arti nello sviluppo del canto corale infantile in Moldavia / Istituto statale delle arti G. Muzicescu – Chișinău, 1980.
- Problemi di formazione del giovane specialista negli istituti culturali / Istituto statale delle arti G. Muzicescu – Chișinău, 1980.
- «Vita nella musica: sull’attività del direttore di coro e pedagogo G. Strezev» / giornale Večernij Kišinëv – 1994, 7 luglio.
- Georgij Strezev – Chișinău: Inessa, 2003, 96 pp.
- Compositori moldavi per bambini: saggio metodologico per la specializzazione in direzione corale / Chișinău: Accademia di musica, teatro e belle arti, 2008, 30 pp., ISBN 978-9975-9999-4-6.[8]

## Riconoscimenti
- Lavoratore eccellente della cultura della RSS Moldava.[1]
- Lavoratore eccellente della cultura dell'URSS.[1]
- Artista emerita della Moldavia (1984).[1]
- Professoressa ordinaria.[1]
- Medaglia "Veterano del lavoro".[1]
- Ordine d'Onore.[1]
- Ordine della Gloria del Lavoro.[1]

## Vita privata
È stata sposata con il compositore, pianista e pedagogo Max Fishman (1915-1985). Insieme hanno cresciuto e formato due figli: Băno Axionov, regista e attore di teatri in Moldavia e Germania, Artista emerito della Moldavia e vincitore di concorsi internazionali; e Artur Axionov, pianista e professore in Russia e Stati Uniti.